# ...And Oceans
…And Oceans foi uma banda da Finlândia, cuja sonoridade resultava inicialmente de uma mistura de Black metal, death metal e symphonic metal. Posteriormente, contudo, passou a prevalecer uma mistura de death metal e metal industrial. O grupo surgiu a partir da alteração de nome da banda Festerday, em 1995 e alterou novamente o nome em 2005, completando uma extensa discografia, que inclui demos, um split, álbuns e compilações com aquelas que foram consideradas suas melhores músicas. As letras do …And Oceans sempre abordaram como tema a singularidade, auto-conhecimento, tecnologia, sociedade e ficção científica.

## História
Em 1995 a banda de death metal Festerday, integrada por músicos que viviam nas cidades de Jakobstad e Vaasa, ambas na Finlândia, teve seu nome alterado. Naquele ano, o grupo passou a se chamar …and Oceans. Ainda em 1995, a banda lança uma demo chamada Wave. No ano seguinte, 1996, o …and Oceans lança uma demo tape sem nome. Em 1997, o grupo lançou uma demo chamada Mare Liberum, contendo quatro faixas.
O primeiro álbum do …and Oceans foi lançado em 1998, batizado de The Dynamic Gallery of Thoughts e contendo oito músicas. No mesmo ano, a banda participou do lançamento de um split CD chamado War: Finland vs Norway, juntamente com a banda norueguesa Bloodthorn. No ano seguinte, 1999, o …and Oceans lançou seu segundo álbum, com o complexo nome The Symmetry of I – The Circle of O, contendo nada menos que dezesseis faixas e sendo lançado como um álbum duplo. Até então, o …and Oceans tivera como marca músicas cantadas em finlandês. A partir deste álbum, contudo, a banda passaria a gravar a maioria de suas canções em inglês.
Em 2000, o …and Oceans lançou uma compilação com o mesmo nome da banda. Curiosamente, em 2001, o grupo voltou a lançar outra compilação, de nome mOrphogenesis, contendo suas oito melhores composições. No mesmo ano, o grupo lançou o álbum Allotropic Metamorphic Genesis of Dismorphism, mais conhecido entre seus fãs como A.M.G.O.D., contendo nove faixas. Este trabalho foi um divisor de águas na carreira do …and Oceans, pois os elementos de symphonic metal que até então caracterizavam sua música, foram substituídos por passagens eletrônicas. O álbum continha uma faixa cantada em finlandês e as demais em inglês. Um delas, contudo, tinha o nome em latim. Por ocasião do lançamento do álbum, a banda excursionou pela Europa ao lado de bandas como a polonesa Vader, Marduk e Mortician.
Em 2002, o grupo lançou outro álbum, chamado Cypher, contendo treze faixas. Este trabalho trazia apenas músicas cantadas em inglês e com uma curiosidade: cada uma das faixas continha três diferentes nomes. Desta forma, ao longo do álbum era possível deparar-se com músicas cujos nomes eram bastante curiosos como Angelina - Chthonian Earth – Her Face Forms Worms e Voyage – Lost Between Horizons – Eaten by the Distance, entre outros.
Em 2003, a banda relançou, juntos, os álbuns The Dynamic Gallery of Thoughts e The Symmetry of I – The Circle of O. Mas seria a última coisa a ser feita pelo …and Oceans, pelo menos sob este nome. Em 2005, ao completar dez anos como …and Oceans, a banda passou por nova mudança de nome. A partir de então passaria a se chamar Havoc Unit, passando também por uma mudança em sua sonoridade, dedicando-se apenas ao death metal.

## Membros

### Última formação
- Kenny (aka Killstar, K-2T4-S) – vocal
- T (aka Tripster, Neptune) – guitarra
- Pete (Petri Seikkula) - guitarra
- Q (Mika Aalto, aka Atomica, Gaunt) – baixo
- Sami Latva - bateria
- Anti(aka Plasmaar, Anzhaar) - teclado

### Ex-integrantes
- Martex (Jani Martikkala, aka Cauldron, Grief, Mr. Plaster) - bateria
- Mr. Oos - baixo
- 7Even II (aka De Monde) - guitarra, baixo
- Janne - bateria
- Jallu - baixo
- Piia - teclado, violino

## Discografia
- Wave – 1995 (demo)
- Promo Tape – 1996 (demo)
- Maré Liberum – 1997 (demo)
- The Dynamic Gallery of Thoughts – 1998 (álbum)
- WAR – Vol 1 – 1998 (split, com a banda Bloodthorn)
- The Symmetry of I – The Circle of O – 1999 (álbum)
- …and Oceans – 2000 (compilação)
- mOrphogenesis – 2001 (compilação)
- A.M.G.O.D. – 2001 (álbum)
- Cypher – 2002 (álbum)
- The Dynamic Gallery of Thoughts/The Symmetry of I – The Circle of O – 2003 (compilação)
- Cosmic World Mother (2020)